# Vermilion (Lied)
Vermilion (englisch für „Zinnoberrot“) ist ein Lied der US-amerikanischen Metal-Band Slipknot. Der Song ist die zweite Singleauskopplung ihres dritten Studioalbums Vol. 3: (The Subliminal Verses) und wurde am 5. Oktober 2004 veröffentlicht.

## Inhalt
Vermilion handelt von einem Stalker, der eine andere Person verfolgt und von dieser geradezu besessen ist. Corey Taylor singt dabei als lyrisches Ich aus der Perspektive des Stalkers. Er meint, dass seine Phantasie wahr wurde, als er die Person das erste Mal sah, und träumt davon, sie „für immer“ zu behalten. Dabei kommt auch ein Kampf mit seinen inneren Dämonen auf, denen er nicht die Macht über sein Handeln geben will.

“She is everything and more, the solemn hypnotic

My Dahlia bathed in possession, she is home to me

I get nervous, perverse, when I see her, it’s worse, but the stress is astounding

It’s now or never she is coming home, forever

Oh, she’s the only one that makes me sad!”

## Produktion
Der Song wurde von dem US-amerikanischen Musikproduzenten Rick Rubin produziert. Als Autoren fungierten Slipknot selbst.

## Musikvideo
Bei dem zu Vermilion gedrehten Musikvideo führte Tony Petrossian Regie. Es verzeichnet auf YouTube über 45 Millionen Aufrufe (Stand: August 2022). Das Video wurde mit dem Zeitraffer-Effekt gedreht und zeigt eine junge Frau, gespielt von Janna Bossier, die in einer stressigen Großstadt lebt. Sie läuft traurig und verzweifelt durch die Straßen und am Strand entlang, ohne dass die vorbeigehenden Leute sie beachten. In ihrer Wohnung zieht sie eine Raupe in einem Glas auf, die sich in einen Schmetterling verwandelt. Zudem setzt die Frau eine Slipknot-Maske auf, woraufhin ihr die Bandmitglieder erscheinen. Anschließend lässt sie den Schmetterling frei und verfolgt ihn wiederum verzweifelt durch die Stadt, bis sie zu einer Autobahnbrücke kommt und dort zu Boden sinkt. Am Ende fliegt der Schmetterling zu ihr und sie nimmt ihn auf die Hand und lächelt erstmals.

## Single

### Covergestaltung
Das Singlecover ist in grauen und roten Farbtönen gehalten und zeigt die schemenhaften Umrisse eines Gebäudes mit einem Torbogen sowie den Slipknot-Stern mit neun Spitzen. Zentral im Bild befinden sich die weißen Schriftzüge Slipknot und Vermilion.

### Titellisten
Single
1. Vermilion (Single Mix) – 4:14
2. Scream – 4:30
3. Vermilion (Full-Length Single Mix) – 5:23

Maxi
1. Vermilion (Single Mix) – 4:14
2. Scream – 4:30
3. Danger – Keep Away (Full-Length Version) – 7:53
4. Vermilion (Video) – 4:14

### Chartplatzierungen
Vermilion stieg am 25. Oktober 2004 auf Platz 74 in die deutschen Singlecharts ein und belegte in der folgenden Woche Rang 96, bevor es die Top 100 verließ. Im Vereinigten Königreich erreichte der Song Position 31 und konnte sich ebenfalls zwei Wochen in den Charts halten.
| ChartsChartplatzierungen     | Höchstplatzierung | Wochen |
| ---------------------------- | ----------------- | ------ |
| Deutschland (GfK)            | 74 (2 Wo.)        | 2      |
| Vereinigtes Königreich (OCC) | 31 (2 Wo.)        | 2      |

### Auszeichnungen für Musikverkäufe
| Land/Region       | Auszeichnungen für Musikverkäufe (Land/Region, Auszeichnung, Verkäufe) | Verkäufe |
| ----------------- | ---------------------------------------------------------------------- | -------- |
| Neuseeland (RMNZ) | Gold                                                                   | 15.000   |
| Insgesamt         | 1× Gold ·                                                              | 15.000   |

Hauptartikel: Slipknot/Auszeichnungen für Musikverkäufe

## Vermilion Pt. 2
Ebenfalls auf dem Album Vol. 3: (The Subliminal Verses) befindet sich mit Vermilion Pt. 2 eine Fortsetzung des Liedes. Es ist eine ruhigere Ballade, in der die Handlung weitergeführt wird und dem Stalker klar wird, dass er die verfolgte Person niemals besitzen kann. Zu Vermilion Pt. 2 wurde ebenfalls ein Video gedreht.